# فورد لیزر
فورد لیزر (انگلیسی: Ford Laser)
یک ماشین جمع و جور است  ، که توسط فورد در آسیا ، اقیانوسیه و بخشهایی از آمریکای جنوبی و آفریقا فروخته شد. این خودرو به طور کلی به صورت سدان یا هاچ‌بک در دسترس بوده است ، اگرچه نسخه های کانورتیبل ، واگن و پیکاپ نیز در بازارهای مختلف موجود بوده است. نسخه های سدان و به طور خلاصه استیشن واگن بین سالهای ۱۹۸۱ تا ۱۹۸۷ دارای نشان فورد شهاب در استرالیا بودند. نام فورد شهاب در آفریقای جنوبی نیز استفاده می شد.